# Adriaan Dircksz van Crimpen

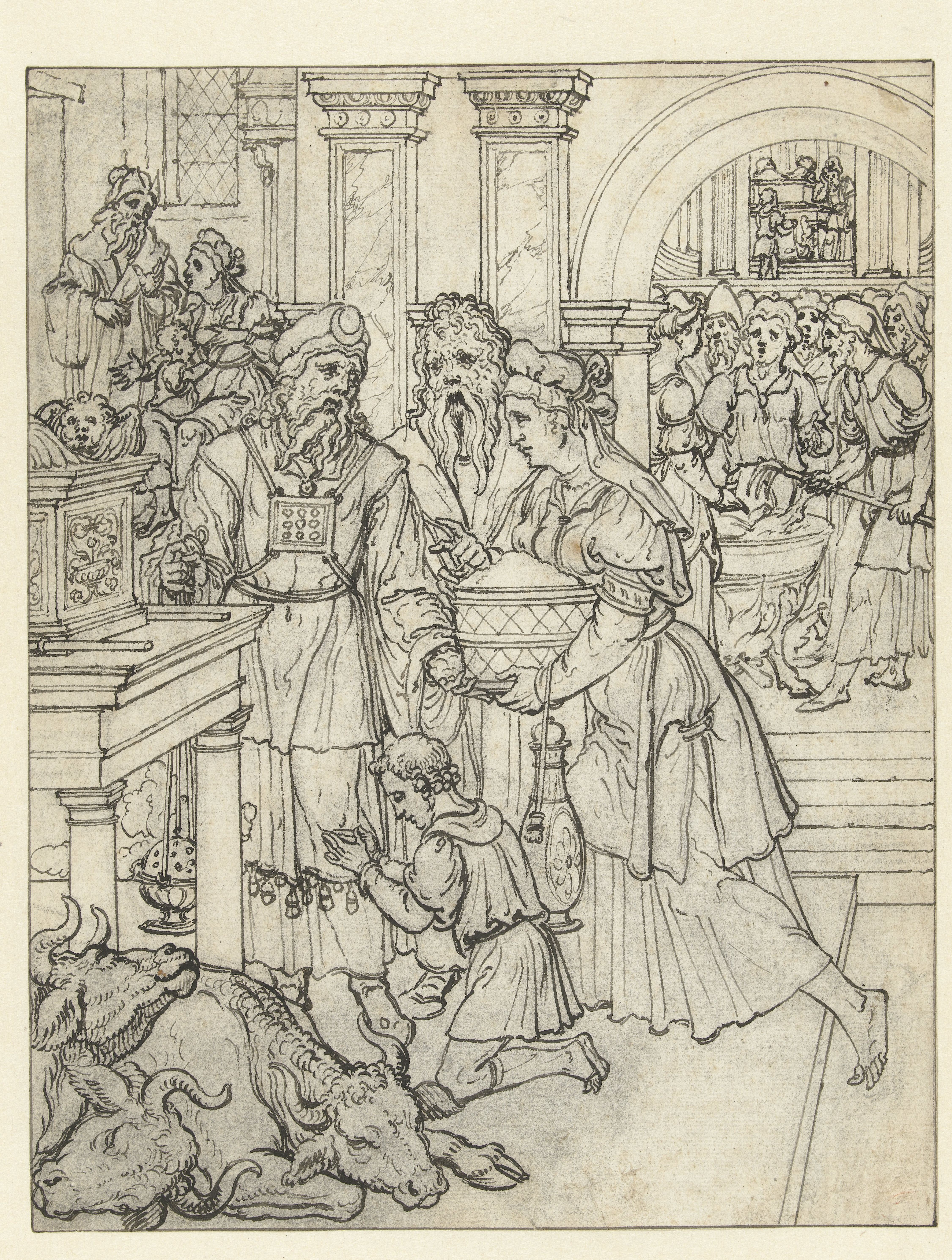
Het door Dirck Crabeth gemaakt ontwerp Samuel en zijn ouders voor de hogepriester Eli voor een van de glazen in de Leidse woning van Van Crimpen

Adriaan Dircksz van Crimpen (Gouda, ca. 1490 - begraven aldaar, 16 april 1557) was schepen en schout van Gouda en dijkgraaf en baljuw van Rijnland.

## Leven en werk
Van Crimpen was voordat hij in 1536 werd benoemd tot dijkgraaf en baljuw van Rijnland gedurende een reeks van jaren schepen en schout in Gouda. De Goudse stadshistoricus Ignatius Walvis noemt hem meerdere malen in zijn opsomming van Goudse bestuurders in de periode van 1517 tot 1536. Hij verwisselde in 1536 zijn woonplaats Gouda voor Leiden. 
Voor zijn Leidse woning "Pax huic domui" liet hij door de Goudse glasschilder Dirck Crabeth een serie glazen maken met Bijbelse voorstellingen van Samuel en Paulus. Het zijn de eerste gebrandschilderde glazen van Crabeth die bewaard zijn gebleven. De aard van deze voorstellingen zouden Van Crimpen typeren als een vernieuwingsgezind katholiek rond 1540. Van de door Crabeth gemaakte glazen zijn er acht bewaard gebleven, die behoren tot de museale collecties van het Leidse Museum De Lakenhal en het Parijse Musée des Beaux Arts. Diverse ontwerpen voor deze glazen door Crabeth bevinden zich in het Rijksprentenkabinet.
In zijn Goudse periode was Van Crimpen niet alleen bestuurder, maar ook eigenaar van een steenbakkerij. Zo leverde hij in 1522 voor de bouw van een fort in Staveren 138.000 stenen.

## Familie
Adriaan werd geboren te Gouda en was een zoon van Dirck Claesz. van Crimpen en zijn vrouw Russent. Adriaan was getrouwd met Heyltgen Dircksdr. 